# Ys: The Oath in Felghana
Ys: The Oath in Felghana (イース -フェルガナの誓い, Īsu -Ferugana no Chikai-) est un jeu vidéo de type action-RPG développé et édité par Nihon Falcom, sorti en 2005 sur PlayStation Portable et à partir de 2010 sur Windows.
Il s'agit d'un remake de Ys III: Wanderers from Ys.

## Accueil
- Jeuxvideo.com : 15/20 (PSP)[1]